# 岡田昌志
岡田 昌志（おかだ まさし） は、日本の機械工学者。元青山学院大学副学長。日本冷凍空調学会賞学術賞等受賞。

## 人物・経歴
東京工業大学工学部機械工学科卒業。東京工業大学大学院修士課程機械工学専攻修了後、1971年に東京工業大学大学院博士課程機械工学専攻修了、工学博士。
1991年、日本機械学会熱工学部門幹事。青山学院大学理工学部機械創造工学科教授を経て、2008年から青山学院大学副学長を務め、文部科学省大学設置・学校法人審議会学校法人分科会特別委員なども兼務した。
2012年退職。

## 受賞
- 1999年日本冷凍空調学会賞学術賞[8]
- 2003年青山学院学術褒賞[8]
- 2005年Asian Best Reviewer, International Journal of Refrigeration[8]
- 2008年Certificate of Reviewer Excellence, International Journal of Refrigeration[8]